# Christiane Maaß

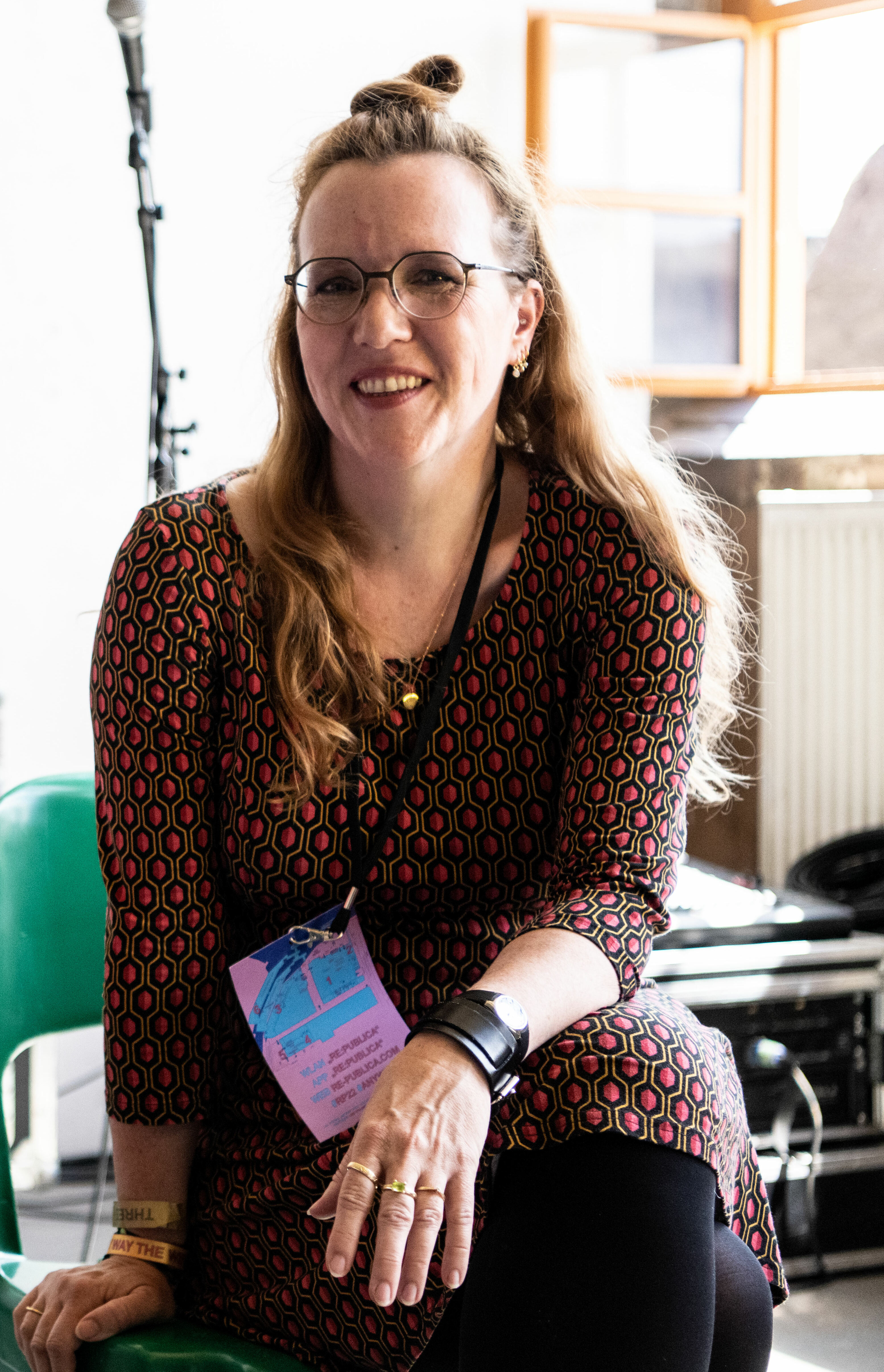
Christiane Maaß (2022)

Christiane Maaß (* 1971 in Weimar) ist eine deutsche Sprachwissenschaftlerin und Hochschullehrerin. Sie ist Gründerin der Forschungsstelle Leichte Sprache an der Universität Hildesheim.

## Werdegang
Christiane Maaß studierte von 1990 bis 1997 in Leipzig, Bath und Turin Sprachwissenschaft und Übersetzungswissenschaft, Slawistik, Anglistik, Italianistik und  Klassische Philologie.
Von 1997 bis 2000 war sie Stipendiatin der Landesgraduiertenförderung Sachsen, von 2000 bis 2002 Mitarbeiterin an der Sächsischen Akademie der Wissenschaften zu Leipzig.
Christiane Maaß wurde 2001 an der Universität Leipzig zum Dr. phil. promoviert.
Von 2002 bis 2011 war sie als Wissenschaftliche Assistentin am Romanischen Seminar der Leibniz Universität Hannover (Professur Klaus  Hölker) tätig und wurde dort 2009 habilitiert.
2011 wurde Christiane Maaß zur Professorin für Medienlinguistik an der Universität Hildesheim ernannt. 2014 gründete sie dort die Forschungsstelle Leichte Sprache. Seit 2018 existiert der Masterstudiengang Barrierefreie Kommunikation mit einem Schwerpunkt auf dem Übersetzen in Leichte Sprache.

## Veröffentlichungen (Auswahl)
- Easy language - plain language - easy language plus: balancing comprehensibility and acceptability. Berlin, 2020
- mit Ursula Bredel: Ratgeber Leichte Sprache: Die wichtigsten Regeln und Empfehlungen für die Praxis. Berlin: Bibliographisches Institut – Duden, 2017
- Leichte Sprache: das Regelbuch. Berlin, 2015